# Бессараб, Валерий Александрович
Валерий Александрович Бессараб (18 августа 1944, Москва — 9 января 2013, Киев) — советский и украинский актёр. Народный артист Украинской ССР (1987).

## Биография
Родился 18 августа 1944 года в Москве. В 1965 году окончил Киевский государственный институт театрального искусства им. И. К. Карпенко-Карого.
С 1966 года — актёр Киевского русского драматического театра имени Леси Украинки.
Скончался 9 января 2013 года в Киеве. Тело было кремировано, а урна с прахом захоронена на Байковом кладбище (колумбарный участок № 9).

## Фильмография
| Год  |     | Название                   | Роль                        |
| ---- | --- | -------------------------- | --------------------------- |
| 1961 | ф   | С днём рождения            | Сергей                      |
| 1962 | ф   | Здравствуй, Гнат!          | Сенькин                     |
| 1963 | ф   | Бухта Елены                | Солодков                    |
| 1963 | ф   | Серебряный тренер          | итальянский спортсмен       |
| 1964 | ф   | Ключи от неба              | Иван Кириллов, лейтенант    |
| 1966 | ф   | Кто вернётся — долюбит     | партизан                    |
| 1967 | кор | Две смерти                 | Имя персонажа не указано    |
| 1967 | ф   | На Киевском направлении    | Василий Глушеня, капитан    |
| 1969 | ф   | Сердце Бонивура            | кадет                       |
| 1970 | ф   | Узники Бомона              | Тарасенко Саша              |
| 1973 | ф   | Каждый вечер после работы  | Ткачук                      |
| 1988 | мф  | Остров сокровищ            | Джимми Хокинс — озвучивание |
| 1992 | ф   | В поисках золотого фаллоса | эпизод                      |